# Milionia obiensis
Milionia obiensis là một loài bướm đêm trong họ Geometridae.